# Chris Burns
Christopher Bruce "Chris" Burns (ur. 12 grudnia 1949) – australijski polityk. Jest członkiem Australijskiej Partii Pracy oraz Northern Territory Legislative Assembly. Obecnie minister biznesu, turystyki, handlu, stosunków azjatyckich i wsparcie obrony.